# L'Effondrement
L'Effondrement (br/pt: O colapso) é uma série de televisão francesa inspirada nas teorias da colapsologia. Lançado em 11 de novembro de 2019 no Canal+, a série foi escrita e dirigida por Guillaume Desjardins, Jeremy Bernard e Bastien Ughetto.

## Enredo
Uma grave crise se alastra pela França (e provavelmente o mundo inteiro). Multidões estão desesperadas por itens essenciais, produtos básicos estão desaparecendo das prateleiras, caixas param de aceitar cartões de crédito e exigem dinheiro adiantado... Com o caos evoluindo a cada minuto, é uma questão de tempo para que toda a situação saia do controle.

## Elenco
- Bellamine Abdelmalek ... Omar, namorado de Julia (episódio 1)
- Michaël Abiteboul  ... Pascal, motorista de Laurent Desmarest (episódio 3)
- Lubna Azabal ... M me Ministra Sofia Desmarest (episódios 7 e 8)
- Roxane Bret  ... Julia, amiga de Omar (episódios 1 e 4)
- Yannick Choirat ... Jacques Hombla, engenheiro agrônomo doutor em ciências (episódio 8)
- Camille Claris  ... denunciante (episódio 8)
- Christelle Cornil  ... Marianne, esposa de Christophe (episódios 2 e 6)
- Gabriel Mirété ... denunciante (episódios 8)
- Jules Dousset  ... apresentador de We will have speak (episódios 1 e 8)
- Audrey Fleurot  ... Karine (episódio 4)
- Samir Guesmi  ... Amine, funcionário da fábrica (episódio 5)
- Jean-Claude Lecas  ... Sr. Bernard, piloto do avião (episódio 3)
- Thibault de Montalembert  ... Laurent Desmarest (episódio 3)
- Philippe Rebbot  ... Christophe, marido de Marianne (episódios 2 e 6)
- Catherine Salviat ...residente do lar de idosos (episódio 6)
- Bastien Ughetto  ... Marco, funcionário da casa de repouso (episódio 6)
- Bertrand Usclat ... denunciante (episódio 8)

## Episódios
A série tem oito episódios. O título de cada episódio se refere a um local específico, bem como ao tempo decorrido desde o Dia D correspondente ao primeiro dia do colapso. Cada episódio representa um avanço cronológico em relação ao anterior, indo até o dia 170 para o episódio 7. Apenas o episódio final (episódio 8), volta 5 dias em relação ao dia D, apresentando ativistas que buscam alertar para os riscos que podem provocar as consequências observadas nos episódios anteriores, ao entrar no set de um programa com grande audiência.
| Epispodio  | Título                | Dias decorridos | Data de transmissão    | Data de transmissão     |
| ---------- | --------------------- | --------------- | ---------------------- | ----------------------- |
| Epispodio  | Título                | Dias decorridos | Canal+                 | Youtube                 |
| Episodio 1 | Le supermarché        | Dia D +2        | 11 de novembro de 2019 | 12 de novembro de 2019  |
| Episodio 2 | La station-service    | Dia D +5        | 11 de novembro de 2019 | 15 de dezembro de 2019  |
| Episodio 3 | L'aérodrome           | Dia D +6        | 18 de novembro de 2019 | 12 de janeiro de 2020   |
| Episodio 4 | Le hameau             | Dia D +25       | 18 de novembro de 2019 | 09 de fevereiro de 2020 |
| Episodio 5 | La centrale           | Dia D +45       | 25 de novembro de 2019 | 08 de março de 2020     |
| Episodio 6 | La maison de retraite | Dia D +50       | 25 de novembro de 2020 | 05 de abril de 2020     |
| Episodio 7 | L'île                 | Dia D +170      | 02 de dezembro de 2019 | 03 de maio de 2020      |
| Episodio 8 | L'émission            | Dia D –5        | 02 de dezembro de 2020 | 31 de maio de 2020      |

## Lançamento
A série foi transmitida em 11 de novembro de 2019 pelo Canal + e de 12 de novembro de 2019 no canal Parasites no YouTube, onde cada episódio ficou disponível por 3 meses.

## Prêmios e indicações
Emmy Internacional 2020
1. Melhor Telefilme ou Minissérie (indicado)[4]